# François Brandt
François Antoine Brandt, nizozemski veslač, * 29. december 1874, Zoeterwoude, †4. julij 1949, Naarden.
Brandt je veslal za veslaški klub Minerva Amsterdam. Na Poletnih olimpijskih igrah 1900 v Parizu je v dvojcu s krmarjem osvojil zlato medaljo, v osmercu pa bronasto.